# 별어곡역
별어곡역(Byeoreogok station, 別於谷驛)은 강원특별자치도 정선군 남면에 위치한 정선선의 철도역이다.
정선선의 첫 번째 역이고 주소는 강원도 정선군 남면 문곡리 소재, 남면삼거리 위이다. 2007년까지 통근열차가 운행했으며, 2008년부터 2011년 10월 4일는 아우라지역과 제천역 및 청량리역을 왕래하는 무궁화호가 1일 4회 정차해 왔으나 익일인 10월 5일 열차운행시간표 개정으로 무정차 통과 했으며 2015년 1월 22일 A-Train운행으로 여객열차 정차가 재개되었다.

## 역사
- 1966년 10월 20일 : 역사 준공
- 1967년 1월 20일 : 보통역으로 영업 개시[3]
- 1984년 3월 1일 : 배치간이역으로 격하[4]
- 1988년 1월 1일 : 소화물 취급 중지[5]
- 2004년 12월 10일 : 무배치간이역 격하
- 2005년 3월 21일 : 역무원 철수
- 2006년 11월 15일 : 화물 취급 중지[6]
- 2009년 8월 : 역사 리모델링 완료
- 2011년 10월 5일 : 여객 취급 중지
- 2015년 1월 22일 : 여객 취급 재개

## 승강장
| ↑민둥산   |
| 승강장 \| |
| 선평↓     |

| 승강장 | 정선선 | A-train | 아우라지·청량리 방면 |

승강장이 매우 좁다.

## 인접한 역
| 정선선             | 정선선         | 정선선         |
| ------------------ | -------------- | -------------- |
| 민둥산 청량리 방면 | 정선아리랑열차 | 선평 정선 방면 |

## 사진

### 역 리모델링 이전

역사 (광장쪽)
역사 (선로쪽)
맞이방
역명판
역 구내

### 역 리모델링 이후

역사 (광장쪽)
역사 (선로쪽)
역명판
승강장

## 참고 문헌
1. ↑  별어곡역이 무배치간이역인 관계로 민둥산역에 비치되어 있다.
2. ↑  날짜 끝 자리수에 2,7이 있는 날만 연장 운행한다.
3. ↑  철도청 고시 제305호(1967.01.13)
4. ↑  대한민국관보 철도청고시제1호, 1984년 1월 13일, 1984년 2월 25일 대한민국관보 철도청고시제6호에서 개정
5. ↑  대한민국관보 철도청고시제38호, 1987년 12월 29일
6. ↑  대한민국 관보 건설교통부고시제2006-400호, 2006년 9월 28일